# Oktoberfest Manager
Oktoberfest Manager est un jeu de simulation allemand développé par United Soft Media (USM, société éditrice de jeux vidéo basée à Munich) dont le principe est de se glisser virtuellement dans la peau du « roi de la Fête de la bière » lors de La Fête de la bière (Oktoberfest en allemand),,.

## Présentation
Parmi les fonctionnalités, sont notables[réf. souhaitée] le choix des fournisseurs, l'achat de la tente, sa température pour la consommation, le recrutement des serveuses ou d'un homme de l'ombre, ou encore la fabrication du mélange.